# 大池晴嵐
大池　晴嵐（おおいけ　せいらん、1899年2月14日 - 1977年9月29日）は、日本の書家。愛知県丹羽郡古知野村（現・江南市）生まれ。号は晴嵐、別号に一魯、田翁、魯翁。本名は一良（かずよし）。正六位勲五等双光旭日章受章。

## 業績・生涯
大正時代から昭和初期に活躍した中部地方（尾張地方）の漢字書家。行草書を得意とした。父に伴い名古屋で書を、親戚に画を習った。書を志し上京、豊道春海に師事する。泰東書道院で活躍するも、戦災により帰郷する。帰郷後は中部書壇の高揚に努め会派の違いを結集した中部日本書道会の育成に貢献した。自会派平心社（後の東海書道芸術院）を創立した。日展・中部日本書道会脱退後はかえって中部日本書道会の方が全国展出品者が増え、主流となっていった。
その後、嗣子の夭折により自邸と自作品の散逸を恐れ、自邸を法人化し個人美術館「財団法人晴嵐館」として保存、自ら理事長となった。

## 略歴
- 1899年（明治32年）、2月14日愛知県丹羽郡古知野村（現江南市）で次男として誕生。
- 1908年（明治41年）、近所の旧犬山藩士伊賀乗勢に書を学ぶ。
- 1914年（大正3年）、丹羽郡大口村（現大口町）の親戚仙田半耕、対石父子の家で同居し南宋画を学ぶ。
- 1925年（大正14年）、27歳で上京し豊道春海門下に入る。
- 1934年（昭和8年）、泰東書道院で最高賞東久邇宮総裁賞を受ける。
- 1935年（昭和9年）、泰東書道院審査員となる。
- 1945年（昭和20年）、戦災のため帰郷。
- 1948年（昭和23年）、日展五科を設けるにあたり出品依嘱となる。
- 1951年（昭和26年）、日展審査員となる。
- 1953年（昭和28年）、日展参事となる。
- 1953年（昭和28年）、東海書道芸術院を創設、会長となる。
- 1955年（昭和30年）、中部日本書道会への貢献で第8回中日文化賞受賞。
- 1956年（昭和31年）、愛知県文化功労者として表彰される。
- 1958年（昭和33年）、日展改組により評議員となる。
- 1964年（昭和39年）、日展脱退。
- 1966年（昭和41年）、瑞雲書道会副会長となる。
- 1970年（昭和45年）、勲五等双光旭日章を賜わる。
- 1971年（昭和46年）、自邸を個人美術館「財団法人晴嵐館」として設立、理事長となる。
- 1971年（昭和46年）、日本書道連盟より表彰される。
- 1976年（昭和51年）、第1回読売書展審査員となる。
- 1976年（昭和51年）、毎日書道展名誉会員を辞退する。
- 1977年（昭和52年）、正六位を賜わる。
- 1977年（昭和52年）、9月29日死去（79歳）。法名は高雲院釋晴嵐。

## 師系
- 西川春洞 - 豊道春海 - 大池晴嵐

## 役職
- 全日本書道連盟参与
- 日展参事
- 毎日書道展名誉会員
- 謙慎書道会顧問
- 瑞雲書道会副会長
- 中部日本書道会副会長
- 東海書道芸術院創設・初代会長
- 財団法人晴嵐館創設・初代理事長
- 日中友好協会会員
- 江南市文化財保護委員
- 江南市書道連盟会長